# Woltershausen
Woltershausen ist ein Ortsteil der Gemeinde Lamspringe im niedersächsischen Landkreis Hildesheim.

## Geografie

### Lage
Woltershausen liegt südsüdwestlich von Bad Salzdetfurth westlich des Gemeindesitzes Lamspringe. Der Ortsteil befindet sich östlich des Sackwalds bzw. nordöstlich des Ahrensbergs (374 m ü. NHN) im westlichen Einzugsgebiet der Riehe bzw. im südlichen der Innerste.

### Ortsteilgliederung
- Hornsen
- Woltershausen (Hauptortsteil)

## Geschichte
Woltershausen wurde 1141 erstmals urkundlich erwähnt. Pächter der Domäne Hornsen war seit November 1928 der spätere nationalsozialistische Minister Herbert Backe.

### Eingemeindungen
Im Zuge der Gebietsreform in Niedersachsen, die am 1. März 1974 stattfand, wurden die Gemeinden Graste, Netze und Woltershausen-Hornsen in die neue Gemeinde Woltershausen eingegliedert.
Die Gemeinden Woltershausen, Harbarnsen, Lamspringe, Neuhof und Sehlem der aufgelösten Samtgemeinde Lamspringe wurden am 1. November 2016 zur neuen Gemeinde Lamspringe vereinigt.

### Einwohnerentwicklung
| Jahr | Einwohner | Quelle |
| ---- | --------- | ------ |
| 1910 | 0535 ¹    | [ 5 ]  |
| 1925 | 451       | [ 6 ]  |
| 1933 | 502       | [ 6 ]  |
| 1939 | 474       | [ 6 ]  |
| 1950 | 934       | [ 7 ]  |
| 1956 | 757       | [ 7 ]  |
| 1973 | 591       | [ 8 ]  |
| 1975 | 1034 ²    | [ 9 ]  |

| Jahr | Einwohner | Quelle |
| ---- | --------- | ------ |
| 1980 | 946 ²     | [ 9 ]  |
| 1985 | 921 ²     | [ 9 ]  |
| 1990 | 935 ²     | [ 9 ]  |
| 1995 | 942 ²     | [ 9 ]  |
| 2000 | 906 ²     | [ 9 ]  |
| 2005 | 939 ²     | [ 9 ]  |
| 2010 | 854 ²     | [ 9 ]  |
| 2015 | 817 ²     | [ 1 ]  |

¹ den Gutsbezirk Hornsen (= 70 Einwohner) mit einberechnet

² jeweils zum 31. Dezember
|  |

## Politik

### Gemeinderat und Bürgermeister
Auf kommunaler Ebene wird der Ortsteil Woltershausen vom Rat der Gemeinde Lamspringe vertreten.

### Ortsvorsteher
Der Ortsvorsteher von Woltershausen ist Andreas Wöllm.

### Wappen
Der Gemeinde wurde das Kommunalwappen am 22. November 1938 durch den Oberpräsidenten der Provinz Hannover verliehen. Der Landrat aus Alfeld überreichte es am 2. Juli 1939.
| Wappen von Woltershausen | Blasonierung: „In Rot auf galoppierendem Schimmel ein silberner, bärtiger Mann, bekleidet mit silbernem Mantel und flatterndem Sturmkragen darauf, silbernem Sturmhut und silbernen Bundschuhen.“ |
| Wappen von Woltershausen | Wappenbegründung: Oberhalb des Dorfes Woltershausen führt über den Sackwald und die Siebenberge von Winzenburg nach Hildesheim der Rennstieg. Auf diesem uralten Wege treibt besonders in den Nächten des Herbstes „Hödeke“ sein Wesen, den die Sage vielfach einen diabolischen Zwerg nennt. In Wirklichkeit zeigen aber viele Züge des reichen Sagenstoffes den Wodanreiter an, und „Hödeke“, der anderenorts hierzulande als wilder Jäger unter dem Namen „Hoike“ sein Wesen treibt, bedeutet: der Hüter oder auch Beschützer. So erkor sich mit Recht die Gemeinde Woltershausen den jedem Dorfeinwohner vertrauten Wodansreiter als Wappensymbol. |

## Kultur und Sehenswürdigkeiten

### Musik
Hödeken Kapelle, die aus dem Musikzug der Freiwilligen Feuerwehr hervorgegangen ist.

### Bauwerke
In Woltershausen steht die evangelische St. Marienkirche.

### Sport
Der 1910 gegründete TSV Woltershausen konnte 2019 erstmals seit 2008 wieder eine Fußballmannschaft aufstellen.

### Regelmäßige Veranstaltungen
Einmal im Jahr findet ein Dorfabend mit vielen Auftritten der örtlichen Bevölkerung statt. In allen geraden Jahren feiert die Dorfjugend im Wechsel mit dem Nachbarort Irmenseul das sog. Pfingstbier, im Jahr 2012 wurde das 150-jährige Bestehen dieser Tradition gefeiert.

## Verkehr
Woltershausen ist über Kreisstraßen mit der Bundesstraße 243 an das Straßennetz angeschlossen. Die Schnellfahrstrecke Hannover–Würzburg verläuft durch das Gemeindegebiet. Hierzu gehört der Riesbergtunnel.